# 蔚珍站
蔚珍站（：／ Uljin yeok */?）是東海線沿線的一座鐵路車站，位於韓國慶尚北道蔚珍郡蔚珍邑。

## 歷史
- 2025年1月1日 - 東海線開通。[1]

## 相鄰車站
韓國鐵道公社
東海線
梅花－蔚珍－竹邊